# スタヴロポリ
スタヴロポリ（スターヴラパリ；ロシア語:Ставропольスターヴラポリ；ラテン文字転写の例:Stavropol）は、ロシア連邦の都市である。北カフカースに位置するスタヴロポリ地方の行政の中心。人口は54万7433人（2021年）。
スタヴロポリとはギリシア語で十字架(σταυρός)の町(πόλις)を意味する。石造りの十字架を兵士が発見し、そこに要塞を建設したという伝説がある。
1777年にロシア南部の国境警備のための軍事拠点として築かれた。1785年に都市として登録される。1935年にクリメント・ヴォロシーロフを記念したヴォロシロフスク（Ворошиловск）と改称されたが、1943年にスタヴロポリに戻された。
自動車製造、家具製造などが盛ん。
1964年まで、サマラ州の都市トリヤッチもスタヴロポリ（スタヴロポリ・ナ・ヴォルゲ「ヴォルガ川のスタヴロポリ」）と呼ばれていた。

## 出身者
- マリア・アバクモワ - 陸上競技選手
- セルゲイ・シマトコ - 政治家、実業家
- スタニスラフ・ディネイキン - バレーボール選手
- ドミトリ・ポロズ - サッカー選手

## 姉妹都市
- ベジエ、フランス
- デモイン、アメリカ合衆国
- パザルジク、ブルガリア
- テムコ、チリ
- エレバン、アルメニア